# Klooster Rupertsberg
Het Klooster Rupertsberg (Duits: Kloster Rupertsberg) was een benedictijner klooster in Bingen am Rhein. Het bevond zich op de Rupertsberg op de linkerkant van de monding van de Nahe in de Rijn.

## Geschiedenis

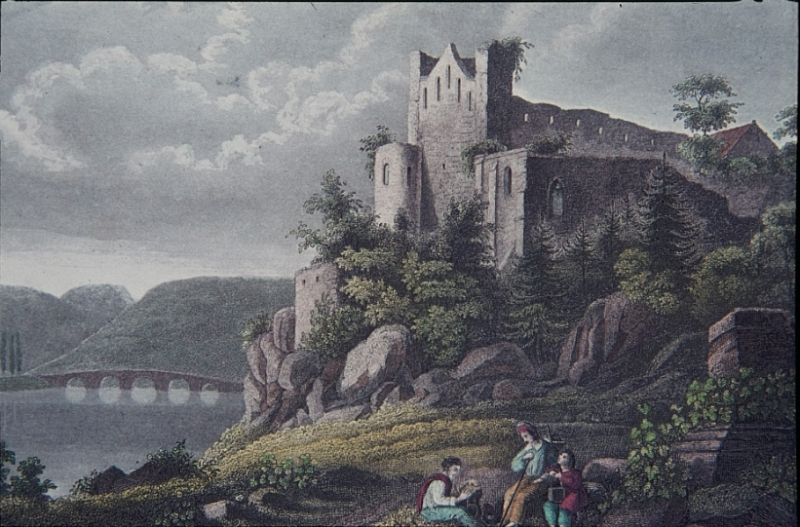
Ruïne Klooster Rupertsberg

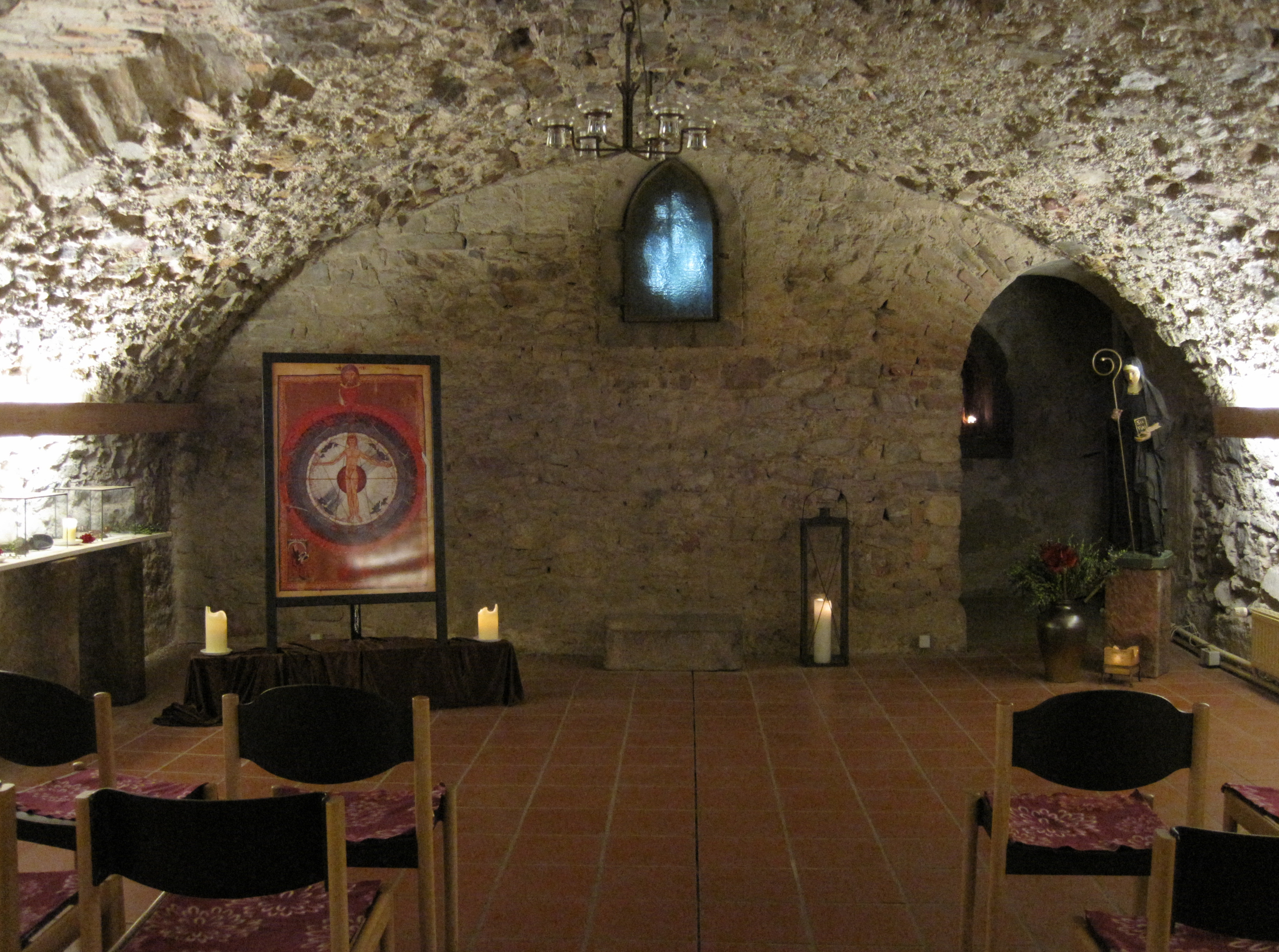
Gewelf

De beroemde Duitse mystica Hildegard van Bingen verliet rond 1150 met 20 andere nonnen het klooster Disibodenberg bij Odernheim am Glan, om over het graf van de heilige Rupertus een eigen klooster te stichten. De Rupertsberg had wegens de verkeersaders aan de Rijn en de Nahe een gunstige ligging en nadat eerst een oude kapel als kloosterkerk diende, ontstond geleidelijk aan een nieuw kloostercomplex. De drieschepige kloosterkerk werd in 1152 door aartsbisschop Hendrik van Mainz geconsacreerd. Omstreeks deze tijd genoot Hildegard's eerste werk Liber Scivias al grote bekendheid. Haar meeste werken ontstonden op de Rupertsberg. In het scriptorium van het klooster werden ze veelvuldig gekopieerd, waarna ze werden verspreid over heel Europa.
Met de dood van de stichtster verloor het klooster aan belang. Het werd door de Zweden tijdens de Dertigjarige Oorlog in het jaar 1632 verwoest en vervolgens nooit meer herbouwd, maar bleef als agrarisch kloostergoed van Hildegard's tweede kloosterstichting, Abdij Sint Hildegard in Eibingen, aan de overzijde van de Rijn bij Rüdesheim dienen. Daar waren de laatste nonnen van het klooster op de Rupertsberg naartoe gevlucht. Het stoffelijk overschot van Hildegard verhuisde, net als haar geschriften en haar andere relieken, toen mee naar Hildegard's tweede kloosterstichting in Eibingen.
De resten van de kloostergebouwen werden na de verwoesting als steengroeve voor de bedrijfsgebouwen van het kloostergoed gebruikt. Slechts de ruïne van de kloosterkerk bleef staan, totdat ook die in 1857 met de aanleg van een spoorlijn door het dal van de Nahe moest wijken. Bij het opblazen van de rots waarop het klooster zich bevond werd ook de crypte van het graf onder het koor vernietigd.
Vijf arcaden van de vroegere kloosterkerk bleven in een complex van keldergewelven bewaard, die tussen de 17e en 18e eeuw ontstonden. Deze gewelven kunnen worden bezichtigd. Een groot deel van de voormalige kloosterarchieven van de abdij zijn ondergebracht bij het Landeshauptarchiv Koblenz.